# 1108

## Esdeveniments
Països Catalans
- Olèrdola (Comtat de Barcelona): L'assemblea de Pau i Treva és convocada pel comte Ramon Berenguer III.

Món
- 29 de maig - Uclés (Castella): Es desferma la batalla d'Uclés entre castellans i almoràvits, amb la victòria d'aquests darrers i l'ocupació de la vila.
- 19 de juliol - Trípoli (Líban): Els croats ocupen la ciutat.
- França: Lluís VI el Gros esdevé rei per la mort del seu pare Felip I.

## Naixements
- Barcelona: Berenguera de Barcelona, infanta, filla de Ramon Berenguer III, que per matrimoni amb Alfons VII de Castella esdevindrà reina de Castella, Lleó i Galícia (m. 1149).

## Necrològiques
Països Catalans
- Girona: Mafalda de Pulla-Calàbria, comtessa de Barcelona, vídua de Ramon Berenguer II.

Món
- 26 de gener - Cîteaux (França): Sant Alberic de Cîteaux, monjo cofundador de l'Orde del Cister.
- 29 de juny - Melun (França): Felip I de França, rei.
- Tunísia: Tamim ibn al-Muïzz, emir zírida d'Ifríqiya.